# Heteroliza
U kemiji, heteroliza (grč. ἕτερος, heteros, "različit", i λύσις, lusis, "slabljenje, otpuštanje"), također heterolitička fisija
je disocijacija kemijske veze u molekuli pri kojoj oba elektrona koja su gradila vezu odlaze samo jednom atomu. Kao rezultat heterolize neutralne molekule nastaju dva iona, kation i anion. Obično elektronegativniji element zadržava oba elektrona. 
Energija koja se pri tome otpusti naziva se energija disocijacije veze (D0). Cijepanje veze moguće je i postupkom homolize. Ako je molekula u plinovitom agregatskom stanju, heteroliza će uzeti dodatnu energiju iz okoliša kako bi razdvojila ionski par.